# Sarcenas
Sarcenas es una comuna francesa situada en el departamento de Isère, en la región de Auvernia-Ródano-Alpes.
En la comuna está ubicado Col de Porte, muy conocido por los entusiastas del ciclismo y los excursionistas.

## Demografía
| 69 | 80 | 90 | 98 | 128 | 141 | 214 |
| Para los censos de 1962 a 1999 la población legal corresponde a la población sin duplicidades (Fuente: INSEE [Consultar]) |    |    |    |     |     |     |